# Nausítoo (hijo de Calipso)
Nausítoo (Ναυσίθοος, «marinero impetuoso») es hijo de Odiseo y de la ninfa Calipso, y hermano de Nausínoo según Hesíodo. Sin embargo, para Higino es hijo de la maga Circe, y hermano de Telégono.